# Mondo cane (film din 1962)
Mondo cane (titlul original: în italiană Mondo cane) este un film documentar italian, realizat în 1962 de regizorii Gualtiero Jacopetti, Franco Prosperi, Paolo Cavara, fiind considerat piatra de temelie a genului mondo. 

## Rezumat
Documentar cap de afiș al genului „Film mondo”, se concentrează asupra tradițiilor și obiceiurilor neobișnuite sau șocante ale diferitelor popoare din lume, inclusiv rituri tribale curioase, scene cu alcoolici, diverse ucideri și maltratări ale animalelor, poluarea mărilor, înmormântări bizare, a dezlănțuit fanii care îl dezbracă pe Rossano Brazzi. Filmul prezintă apoi procesiunile sângeroase tipice Vinerii Mari, care se desfășoară încă în unele zone din sud, în care participanții auto-flagelează trupul din devotament, până la sângerare abundentă, și o ceremonie în Asia de Sud-Est, în care niște tauri sunt decapitați.

## Distribuție
- Rossano Brazzi – el însuși
- Yves Klein – el însuși
- Stefano Sibaldi – naratorul
- Henning Skaarup – naratorul daneez

## Melodii din film
Muzica de film Ti guarderò nel cuore, care a fost compusă de Nino Oliviero și Riz Ortolani, este folosită ca muzică de fond. Compoziția a fost realizată în colaborarea între regizor și muzica pentru scena în care puii tineri sunt colorați de Paște. În aprilie 1963, producătorul muzical britanic Norman Newell a scris un text în limba engleză intitulat „More”, care a apărut în cel puțin 55 de versiuni. Cele mai cunoscute sunt cele de Steve Lawrence, Vic Dana și Frank Sinatra (înregistrate la 12 iunie 1964). More s-a clasat pe locul 12 în „BMI Top 100 Songs of the Century”.

## Premii
- 1962 – Premiul David di Donatello
  - Cel mai bun producător lui Angelo Rizzoli.